# Maison Dupeyré
La maison Dupeyré est l'un des rares hôtels particuliers de la fin du XVIIIe siècle subsistant à Mont-de-Marsan, préfecture du département français des Landes. Elle est inscrite aux monuments historiques par arrêté du 21 novembre 2003.

## Présentation
Située au 46 rue Armand-Dulamon proche de l'hôtel Brettes, la maison Dupeyré est l'une des maisons bourgeoises les plus ornées de la ville. Elle est inscrite entièrement, y compris sa cour intérieure et son bâtiment nord.

### Architecture
Les plans de cette maison bourgeoise ont longtemps été attribués à l'architecte parisien Victor Louis (1731-1800). Cette hypothèse est depuis remise en question. S'élevant sur trois niveaux d'habitation, elle est couverte d'un toit brisé percé de fenêtres. La façade comporte au rez-de-chaussée quatre baies cintrées à encadrement de pierre, surmontées de médaillons à motifs floraux. Les portes sont encadrées de pilastres et la porte d'entrée est surmontée du monogramme de la famille. La propriété d'origine possède une cour, un jardin, des dépendances, dont des écuries. L'ensemble constitué par le rez-de-chaussée, étage, grenier, écurie, remise, cour intérieure et jardin occupe une superficie de 11 ares, 37 centiares.

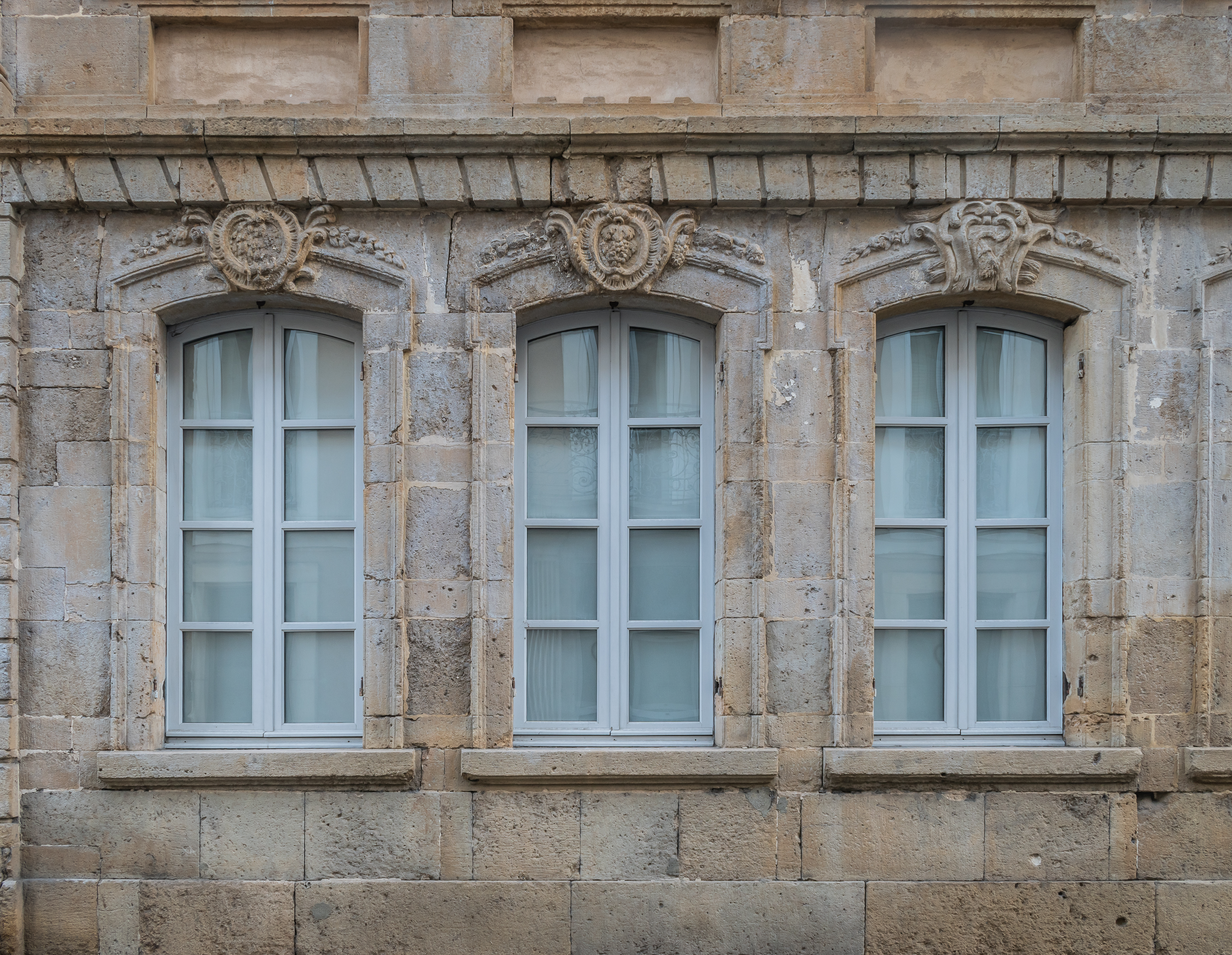
Détail de fenêtres du rez-de-chaussée.
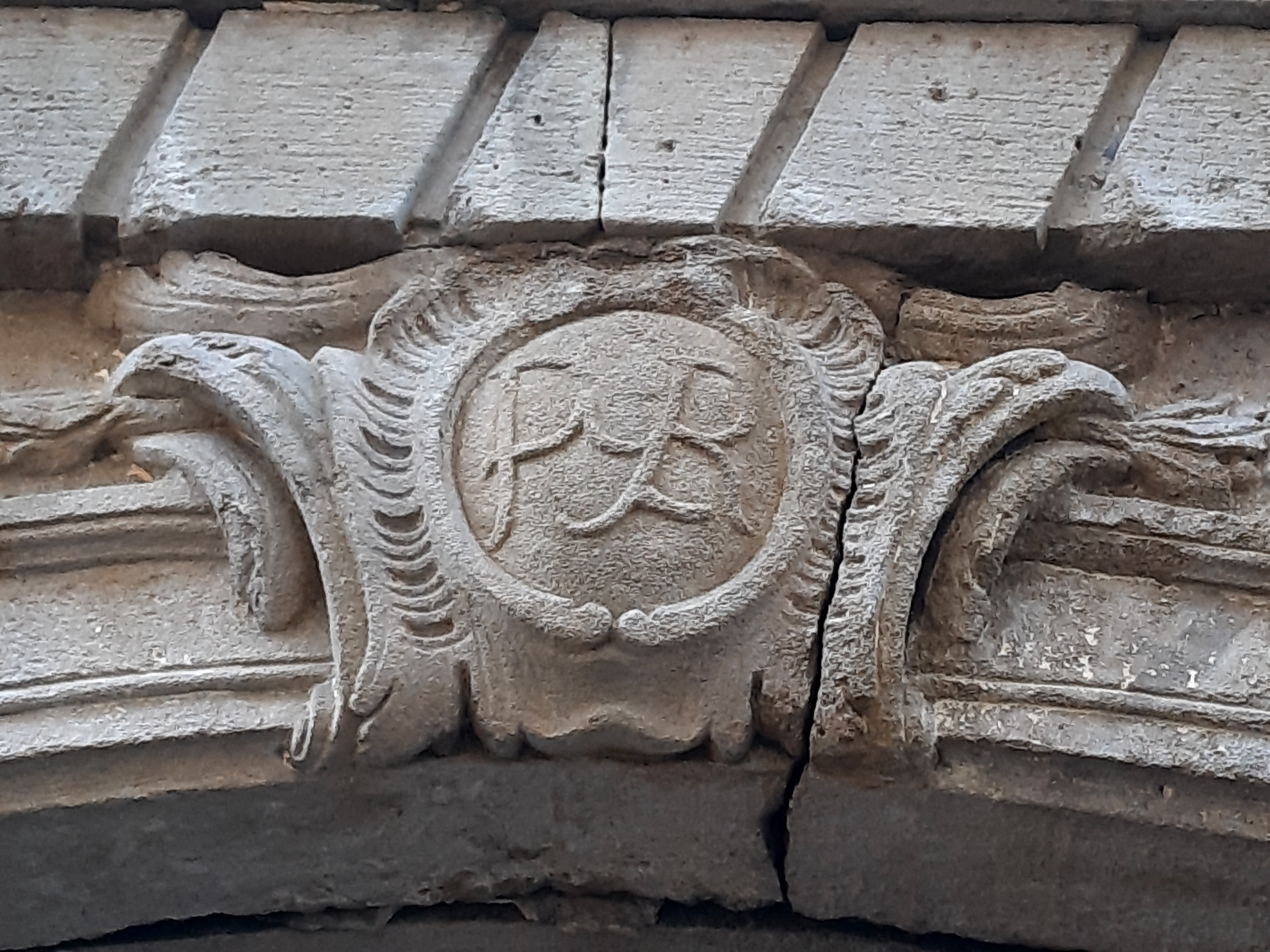
Monogramme sur le linteau d'une porte d'entrée.

### Historique
Origines
En 1751, Étienne Dupeyré (v.1707 - 23 février 1754), juge à Labrit, achète une ancienne maison à Mont-de-Marsan, dite « maison de Lafarge », presque à l'état de ruines. À son décès trois ans plus tard, il laisse une veuve, Anne Corrent (1727 - 12 février 1768), et un fils prénommé Jean (Labrit, 9 août 1749 - Losse, 22 janvier 1770). Le 15 août 1787, Jean Dupeyré, devenu lieutenant criminel du sénéchal de Marsan, donne procuration pour l'achat au sieur Fageau aîné, maître de musique, de la « maison de Magen » et son petit jardin attenant. Les deux parcelles mitoyennes, acquises par le père en 1751 et par le fils en 1787, offrent l'emprise nécessaire à l'édification après cette dernière date par Jean Dupeyré de sa résidence pour s'y établir avec sa famille, . Elle s'appuie sur les anciens remparts de Mont-de-Marsan (enceinte du Bourg-Neuf), à hauteur de la plus ancienne des deux portes Campet, dont les traces d'arrachement sont encore visibles à gauche de la porte principale. Une annonce concernant la location ou la vente de la maison Dupeyré, sise rue de la préfecture, paraît dans le Journal des Landes daté du 19 février 1814.
Après la famille Dupeyré
Le bâtiment est acquis en 1899 auprès des descendantes de la famille Dupeyré par l'abbé François-Jules Gieure, alors supérieur au grand séminaire d'Aire-sur-l'Adour, pour son compte personnel contre la somme de 18 000 francs. Le 16 février 1916, François-Jules Gieure, devenu entretemps évêque de Bayonne, revend le bien pour la somme de 12 000 francs, à l'abbé Jean Dubois, aumônier à l'hôpital de Mont-de-Marsan, et à l'abbé Rémy Lanavère, aumônier au pensionnat Jeanne d'Arc, avec une clause disposant que la maison reviendrait en pleine propriété au survivant des deux. Le 29 juillet 1926, la Société civile immobilière de Mont-de-Marsan est fondée par l'abbé Jean Dubois, devenu curé de Cère, avec Camille Brettes et Paul Lascourrèges, propriétaires, dont l'objet est l'exploitation de l'immeuble. Celui-ci est mis à disposition à titre gracieux pendant plusieurs années d'organismes s'occupant de l'éducation moralisatrice de la jeunesse. Le 23 octobre 1943, la SCI devient membre fondateur de l'Association d'instruction, d'éducation et de développement physique et moral de la jeunesse de Mont-de-Marsan et lui fait apport de l'immeuble. Le 13 janvier 1950, une petite partie de l'ensemble, servant jadis d'écurie et en très mauvais état, est vendu par l'association. Le reste du bâtiment accueille le carrefour des jeunes (lieu d'accueil d'étudiants et de jeunes travailleurs) et l'aumônerie des lycées jusqu'en 1977, date de sa revente à des investisseurs.

## Galerie

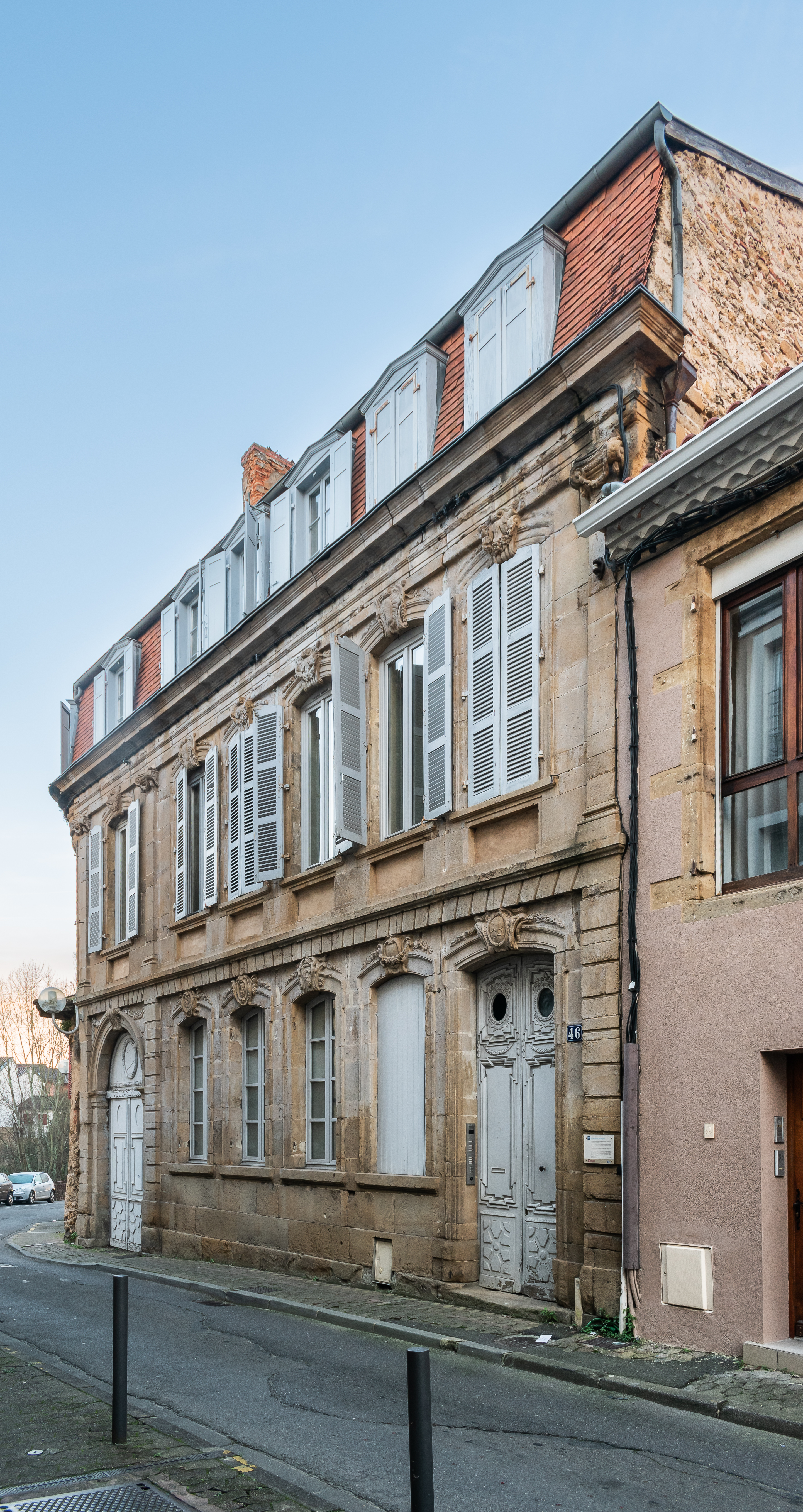
Façade principale.
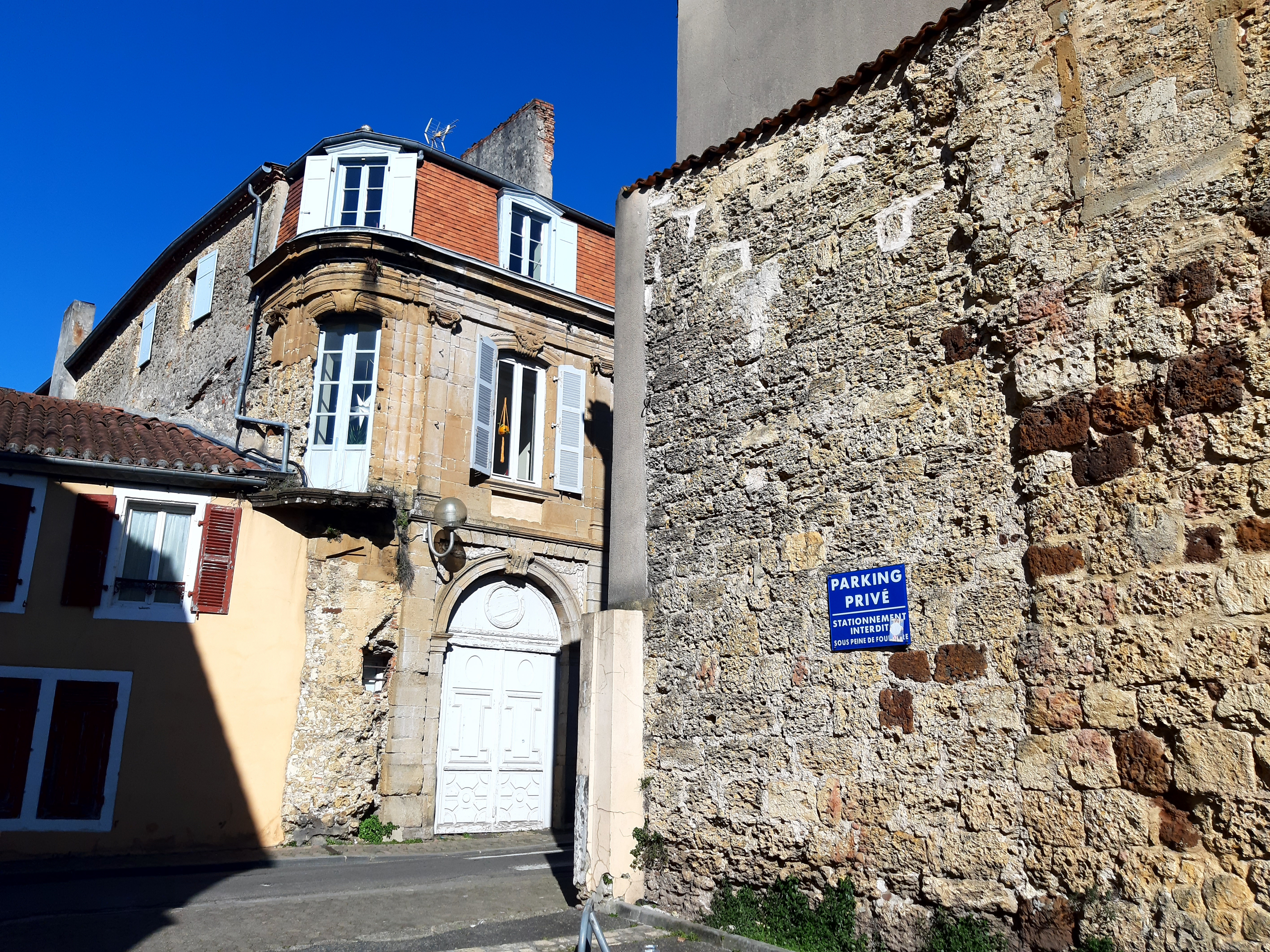
Vestige des remparts de Mont-de-Marsan de la « cale des bains » au 29 rue Armand-Dulamon dans le prolongement de la maison Dupeyré.
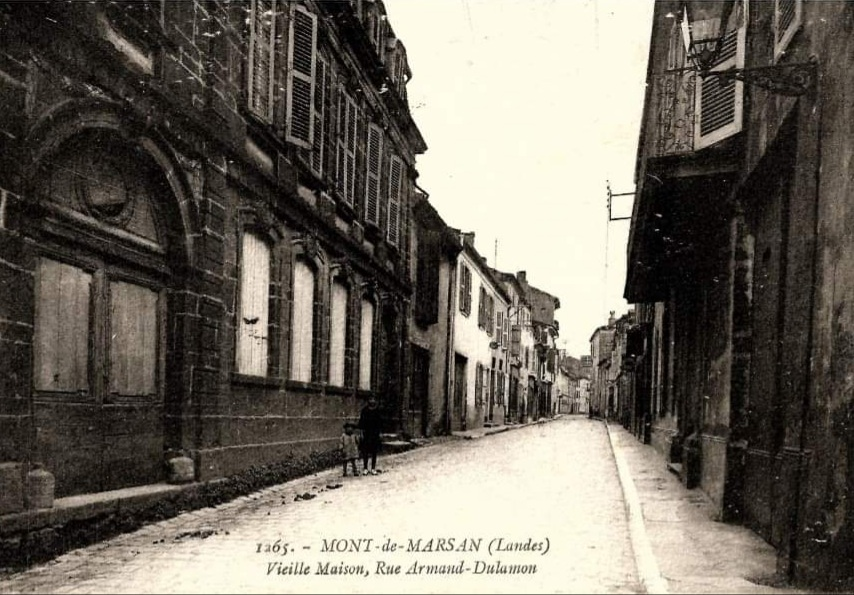
Carte postale du début du XXe siècle